# Marta Ramírez Orrego
Marta Cecilia Ramírez Orrego (Santa Rosa de Osos, 18 de junio de 1966) es una médica cirujana y política colombiana. Elegida popularmente en las Elecciones legislativas de Colombia de 2010 para integrar la Cámara de Representantes hasta 2014. Actualmente es precandidata a la gobernación de Antioquia por el Partido Conservador.

## Biografía
Ramírez Orrego es médica cirujana de la Universidad de Antioquia. Entre 1996 y 2005 se desempeñó como gerente del hospital San Juan de Dios de Santa Rosa de Osos (su pueblo natal), entre 2005 y 2006 laboró en el Ministerio de Salud como directora nacional de vacunación y entre 2006 y 2009 fue gerente de la cooperativa de hospitales de Antioquia. En las Elecciones legislativas de Colombia de 2010 logró un escaño en la Cámara de Representantes a nombre del Partido Conservador con 34.941 votos. En las Elecciones legislativas de Colombia de 2014 no logró elegirse como Senadora con 33.368 votos.